# Brachiaria eruciformis
Brachiaria eruciformis är en gräsart som först beskrevs av James Edward Smith, och fick sitt nu gällande namn av August Heinrich Rudolf Grisebach. Brachiaria eruciformis ingår i släktet Brachiaria och familjen gräs. IUCN kategoriserar arten globalt som livskraftig. Inga underarter finns listade i Catalogue of Life.